# Lindsay Dowd
Lindsay Dowd (* 14. Mai 1991 in Los Gatos, Kalifornien) ist eine US-amerikanische Volleyballspielerin.

## Karriere
Dowd begann ihre Karriere an der Archbishop Mitty High School in San José. 2009 begann sie ihr Studium der Kommunikationswissenschaft an der University of California, Davis und spielte dort in der Universitätsmannschaft der UC Davis Aggies. Im Jahr 2010 kam sie dabei wegen einer Verletzung nicht zum Einsatz („redshirt“). Nach dem Abschluss ihres Studiums wechselte die Zuspielerin zum Schweizer Zweitligisten VBC Freiburg. In der folgenden Saison spielte Dowd, die eine philippinische Mutter hat, beim philippinischen Verein Philips Gold Lady Slammers in Manila.
2016 wurde sie vom deutschen Bundesligisten Ladies in Black Aachen verpflichtet. Mit dem Verein erreichte sie in der Saison 2016/17 jeweils das Viertelfinale in den Bundesliga-Playoffs und im DVV-Pokal. Im folgenden Jahr kam sie in Playoff-Halbfinale. 2018 wechselte sie nach Frankreich zu Pays d’Aix Venelles, wo sie bis zum Ende der Saison 2019/20 spielte. 2021 kehrte Dowd zurück zu den Ladies in Black Aachen und spielte dort bis zum Ende der Saison 2021/22. Seit Beginn der Saison 2023/24 ist sie in Luxemburg beim VC Mamer aktiv.